# Johann Joseph Steinmüller
Johann Joseph Steinmüller, Joseph, född 1763 i Eisenstadt, död 23 juli 1808 i Stockholm, var en österrikisk valthornist.
Steinmüller lärde sig att spela valthorn av fadern Thaddäus som ingick i Joseph Haydns kapell hos furst Esterházy där även Joseph och hans båda bröder Wilhelm och Johann kom att ingå. I 20-årsåldern begav sig de tre bröderna ut på en konsertresa som tog dem till Göteborg sommaren 1784, och vidare till Stockholm i början på 1785. Hur länge den tredje brodern Johann stannade i Sverige är okänt, men han bör ha rest ganska tidigt då endast Joseph och Wilhelm fick anställning i Hovkapellet. Steinmüller verkade även som lärare och utbildade flera blivande kapellister samt från 1794 som administrator i Hovkapellets änke- och pupillkassa.